# Lujza Blaha

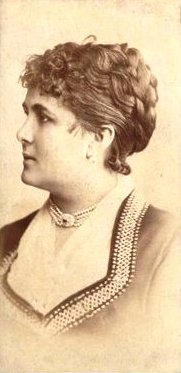
Lujza Blaha

Lujza Blaha (Künstlernamen: Lujza Várai und Lujza Kölesi; * 8. September 1850 in Rimaszombat, Königreich Ungarn; † 18. Januar 1926 in Budapest), geborene Ludovika Reindl, war eine ungarische Schauspielerin und Sängerin.

## Leben
Die Tochter eines Husarenoffiziers, den es zum Theater zog, stand bereits im Alter von sechs Jahren auf der Bühne. 1871 debütierte sie am ungarischen Nationaltheater (Nemzeti színház). Zur „Nachtigall der Nation“ wurde sie ab 1875 in den volkstümlichen Theaterstücken am Budapester Népszínház (Volkstheater). Der Platz vor dem Népszínház wurde nach ihr benannt. Die dort befindliche Station der Metro-Linie 2 heißt entsprechend Blaha Lujza tér. In Balatonfüred, wo sie viele Jahre ihre Sommerfrische verbrachte, wurde ihr ein Denkmal gesetzt.